# Панспермия (блюдо)
Пансперми́я (др.-греч. πανσπερμία — смесь всяких семян, от πᾶν (pan) — «всё» и σπέρμα (sperma) — «семя») — обрядовое блюдо, каша из всех видов злаков и бобовых культур, то есть из всего, что употреблялось в пищу и было доступно. Панспермия, как один из видов «священной каши», существовала уже в древнегреческой культуре. Наиболее известные ритуальные действия, связанные с приготовлением «священной каши», происходили три раза в год: весной, летом и осенью. Позже подобная обрядовая еда получила распространение в православной традиции и в культурах народов, населяющих Южную и Восточную Европу, где известны несколько её видов (коливо, кутья, варица, вара и др.). В такие каши, кроме различного вида зерна, добавляют также бобы, фрукты, орехи, мёд, овощи. По мнению исследователей, такие кушанья связаны с календарными обрядами и магическими практиками, прежде всего направленными на увеличение плодородия и изобилия, деторождения, а также с почитанием культа предков. Кроме различных видов каш, этнографы под панспермией также понимают ритуальную трапезу, состоящую из части различных множественных блюд.

## История

### Древняя Греция
Панспермия («всезерние») известна со времён Древней Греции, где она была одним из атрибутов культа плодородия, использовалась в различных календарных земледельческих обрядах. Древний обычай бросания «пшеничной муки замешанной с мёдом» в расселину описывал Павсаний. По его сведениям, это происходило на священном участке храма Зевса Олимпийского, который был посвящён Гее — богине земли в древнегреческой мифологии. Наиболее известные ритуальные действия, связанные с приготовлением «священной каши» (греч. ιερόν εψημα), происходили три раза в год: весной, летом и осенью. Её разновидности готовились по различным поводам и состояли из разных компонентов, в связи с чем получили соответствующие названия. Известно, что в седьмой день четвёртого месяца (пианопсион — начало октября, конец ноября) аттического года в древних Афинах в честь богов Аполлона и Афины Скирады, происходил праздник «варки бобов» (пианепсия — пυανόψια), известный уже со времён Солона. В этот день женщины готовили особую кашу из различных бобовых культур, получивших распространение в Аттике ещё до распространения зерновых. Предполагается, что позже в процессе приготовления «священной каши» в неё стали добавлять и злаки, что и вызвало появление панспермии (греч. ττανσπερμία). Её варили в честь богини плодородия, покровительницы земледелия Деметры и её дочери Коры-Персефоны, а также Аполлона. Считается, что такое посвящение богам взаимосвязано с обрядами, направленными на благоприятствование плодородию и изобилию, повышению произрастания зерновых культур будущего урожая. Также ритуалы, культивируемые с этим блюдом, имели отношение к почитанию мёртвых, предков. Так, это блюдо готовили на третий день аттического месяца антестерион (конец февраля — начало марта), когда, согласно древнегреческим представлениям, души покойников на некоторое время покидали загробный мир и попадали в мир живых. Эту кашу готовили в необожжённом глиняном горшке (греч. χύτρος), а в её состав входило зерно, которое укладывалось последовательно — рядами одно на другое. Сверху священной трапезы находились: «пшеница, потом бобы, ячмень, чечевица, горох». C панспермией совершался особый обряд, в ходе которого горшок с ней горожане торжественно носили по улицам Афин. В этой процессии принимал участие нарядно одетый мальчик, который нёс ирезиону (греч. εφεσιώνη) — особую масличную ветвь, украшенную «всеми плодами земными». Эти торжественные действия были тесно связаны с аграрными традициями древнегреческого народа — в данном случае сева. Панспермию готовили также в седьмой день месяца таргелиона (вторая половина мая — первая половина июня) — уже из зерна нового урожая, после чего носили в горшке. Этот обряд совпадал также с периодом озимого сева в Аттике.
Кроме указанных аграрно-календарных обрядов, во время которых варили «священную кашу», имел место праздник галаксия, когда готовилась ячменная каша на молоке, посвящённая фригийской Великой Матери богов (Кибела), функционально близкой, вплоть до отождествления, греческой богине Рее — матери олимпийских богов. Предполагается, что это священнодействие также сопровождалось процессией, в ходе которой несли приготовленную кашу.
Шведский филолог, специалист по классической мифологии и религии Мартин Нилльсон, указывал на то, что, по мнению исследователей, «приношение первых плодов и ритуальное питьё нового вина» основываются на древних представлениях о снятии запрета на незрелые плоды сельскохозяйственных культур. В связи с этим он отмечал, что, вероятно, такие действия имели целью воздать благодарение богам, но сами эти обычаи даже древнее, чем почитание собственно богов: «Корни этого обряда магические. У многих примитивных народов определённые растения и мелкие животные в какой-то период времени считаются запретными для употребления в пищу, а снятие этого запрета сопровождается сложными церемониями, направленными на увеличение числа этих растений или животных».

### В других культурах

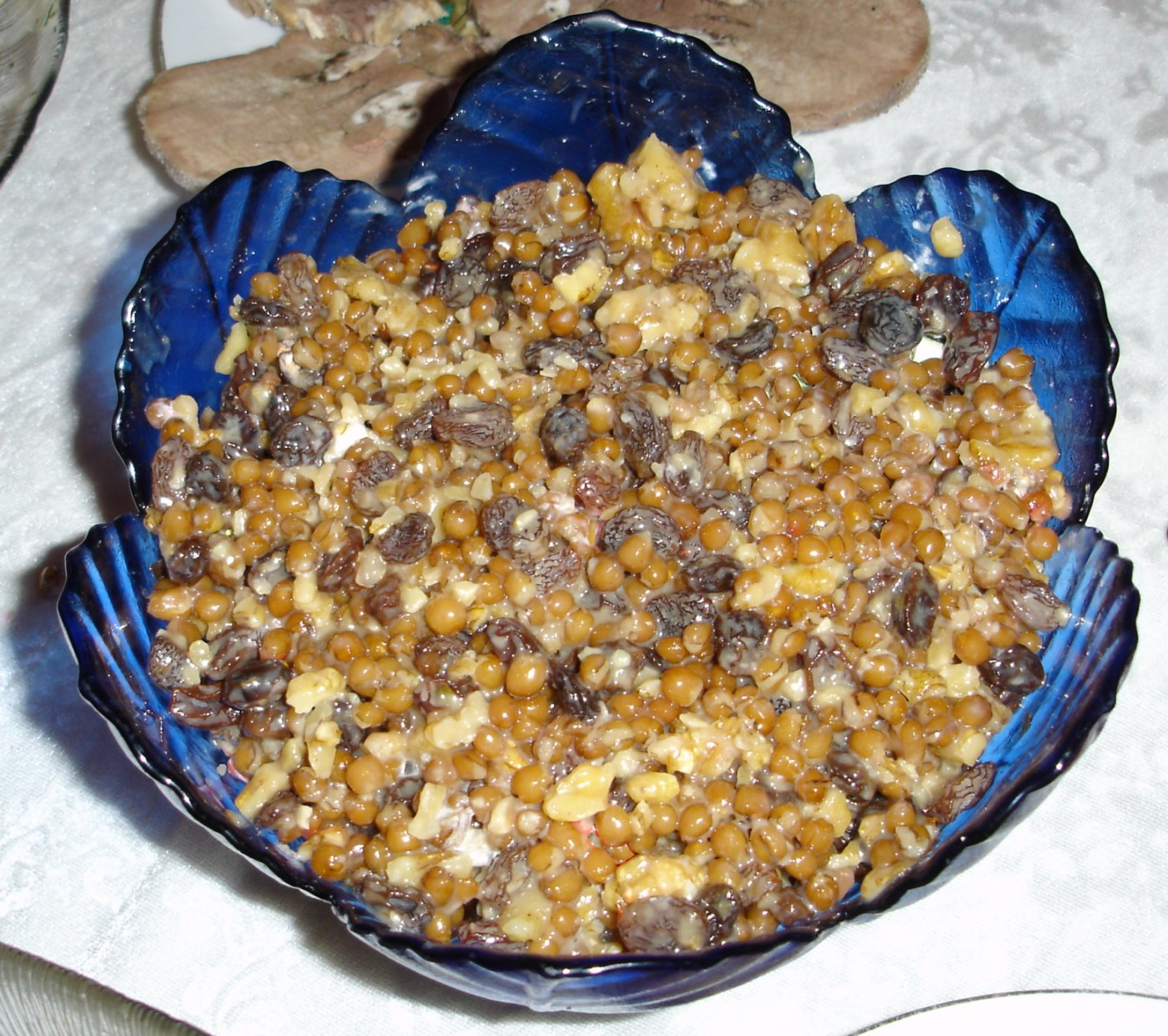
Коливо — по мнению исследователей, возможно, происходит от древнегреческой панспермии

Со времён Древней Греции разновидности панспермии получили распространение в качестве поминального блюда, а также приуроченного к определённым дням календаря. Так, это имеет место в православии и в славянских культурах, где известны несколько её видов (коливо, кутья, варица и др.). Они, как и древнегреческая панспермия, также тесно связаны с календарными обрядами и магическими практиками, прежде всего направленными на увеличение плодородия и изобилия, деторождения, а также с почитанием культа предков (в частности, готовятся в канун Рождества Христова, Нового года и Крещения). По этому поводу этнограф-лингвист Александр Страхов писал, что «рождественский вечер у народов Европы связан с поминовением усопших и границей сезонов: зимнего и летнего». По его мнению, в период рождественских праздников было принято строить виды на будущий урожай, который прямо влияет на благополучие семьи. Было распространено верование, что материальное положение живых непосредственно связано с благосклонностью мёртвых предков. Видимо в связи с этим люди стремились к тому, чтобы их умилостивить, надеясь на помощь в наступающем году:
Поэтому, при том, что на рождественском столе главенствуют поминальные блюда: блины, каша, кисель, имитативная магия требует богатого, обильного стола, чтобы обеспечить это обилие в будущем сезоне (году). Каша, кутья — это древнейшее блюдо земледельца — варится из смеси зёрен всех культурных злаковых и бобовых, становясь панспермией.
Русский и советский историк Борис Богаевский в качестве устойчивости обрядов, связанных с панспермией, приводил в качестве примера обычаи, сохранившиеся вплоть до XX века среди сельского населения Греции. Так, накануне 21-го ноября — в календарный праздник Божьей Матери Сеятельницы — крестьяне села Арахова, расположенного вблизи горы Парнас (современная периферия Центральная Греция), готовили из нескольких видов бобовых кашу, которая сохранила древнегреческое название — «всезерние» (πανσπερμιά). По этому поводу, все члены семьи съедали её часть, с чем связывали благоприятные виды на будущий обильный урожай, а женщины на удачную беременность и деторождение.
Шведский филолог, исследователь классической мифологии и религии Мартин Нильссон приводил примеры подобных обрядов в различных культурах, в том числе и в современных. К ним он относил различные приношения в День Всех усопших у греков, имеющие место в традициях греческой православной церкви, а также по поводу сбора урожая и фруктов. Последние действия Нильссон описывал следующим образом: «Приношение вносится в церковь, священник его благословляет, и участники богослужения съедают по крайней мере часть принесённого. Эта современная панспермия меняет свой состав в зависимости от времени года и состоит из винограда, хлеба, зерна, вина и масла». По поводу бытования коливо у современных греков он писал: «Подобную многовековую преемственность в обрядах культа удаётся проследить лишь в очень редких случаях. Эти народные обычаи, которые относятся к древнейшему и, как скажут некоторые, самому низкому уровню религии, оказываются самыми долговечными».

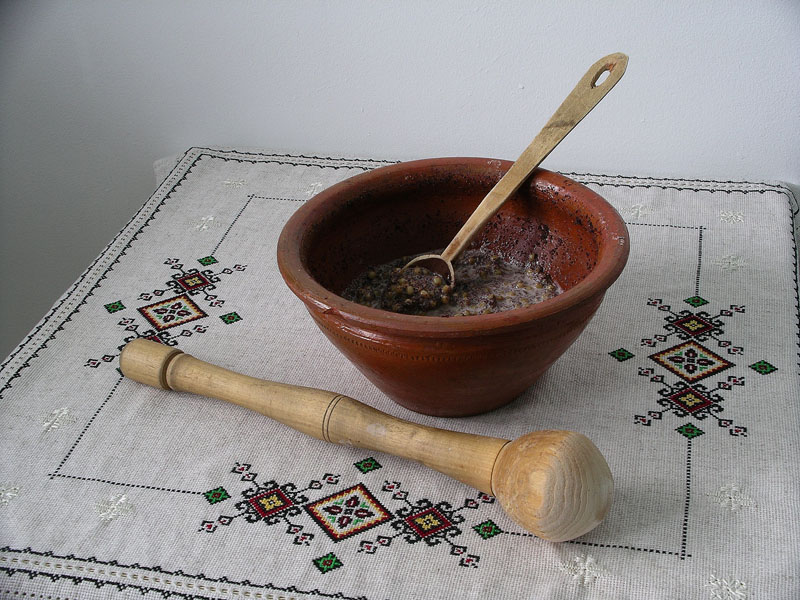
Украинская кутья

В подобного рода каши, кроме различного вида зерна, позже стали добавлять бобы, фрукты, орехи, мёд, овощи. По мнению этнографов, подобные «множественные» компоненты в обрядовой пище были прежде всего направлены на умножение достатка людей, в частности путём увеличения урожая. Кроме различных видов каш (варево) этнографы под панспермией также понимают трапезу, состоящую из части различных множественных блюд. Она приносилась в качестве дара, жертвовалась умершим родственникам, с целью задобрить диких животных, мифических персонажей (ритуальное кормление). В качестве почитания культа предков панспермия может состоять «либо из остатков всех блюд, либо из первых ложек пищи с каждой тарелки на трапезе (календарной или поминальной)». Её водружают на стол, раскидывают, посыпают, запускают на воду, по ветру, сжигают и т. п. В наиболее сохранившемся и полном виде обряды, связанные с панспермией-кашей, имеют место в культуре восточных и южных славян, где подобное блюдо наиболее известно под названием кутья, варица, вара, варвара. Близкие по составу и значению блюда готовились у румынов и словаков в новогодне-рождественский период, а также в связи с отправлением культа предков. Близким обрядом к панспермии выступает традиционный для европейских народов обычай осыпать, разбрасывать зерновые, бобовые культуры, орехи и т. д. Подобное блюдо имело место и в культуре дагестанских народов. По словам этнографа и историка Ангары Булатовой, «злаково-бобовое варево» занимало особое место в обрядовой пище и было «связано с пережитками наиболее архаичной обрядности в праздничной культуре» Дагестана: «Оно напоминает священную кашу из семян всех возделываемых в сельскохозяйственной округе полевых культур всезерние или панспермию, которую готовили в качестве жертвоприношения древние греки в наиболее ответственные для судьбы урожая моменты (вспашка, цветение хлебных всходов, жатва и т. д.) с целью обеспечения урожая хлебных полей, плодородия, а также воспроизводства людского коллектива».